# Trifolieae
Trifolieae — триба з родини бобових (Fabaceae). Усі представники триби є трилистими.

## Роди
Інформація про кількість видів і поширення згідно з Plants of the World Online:
- Medicago L. (люцерна) — містить 89 видів з Африки та Євразії
- Melilotus Mill. (буркун) — містить 23 види з Африки та Євразії
- Ononis L. (вовчуг) — містить 88 видів з Африки та Євразії
- Parochetus Buch.-Ham. ex D. Don — містить 2 види з Африки та Євразії
- Trifolium L. (конюшина) — містить 291 вид з Африки, Євразії, Північної й Південної Америки
- Trigonella L. (гуньба) — містить 104 види з Африки, Євразії й Австралії